# Dragonder-Zuid
Dragonder-Zuid is een buurt in Veenendaal, in de Nederlandse provincie Utrecht. In 2017 telde de buurt 3.160 inwoners. De naam "Dragonder" is zeer waarschijnlijk afkomstig van een grote boerderij die een paar kilometer buiten de buurt in het Binnenveld lag.
Deze wijk is in de jaren '70 tot stand gekomen en bestaat in het zuidelijk deel uit hoogbouw. Omdat deze galerijflats naar de hemel reikten zijn straatnamen in dit deel geïnspireerd op sterren en sterrenbeelden. Net als veel andere wijken gebouwd in die periode, zoals Overvecht en de Bijlmermeer, bleek dit “moderne” woonconcept niet aan te slaan. Het later gerealiseerde Dragonder-Noord (1975 – 1978) bestaat dan ook uit de reactie hierop: laagbouw met grillige straatpatronen, oftewel woonerven.
Het gedeelte van Dragonder-Zuid rondom het Jan Roeckplantsoen is circa tien jaar eerder gebouwd en hoort stedenbouwkundig gezien niet bij de bebouwing uit de jaren '70, maar bij het nabijgelegen Schrijverspark dat ook in de jaren '60 is gebouwd.
Aan het begin van de 21e eeuw is ten oosten van Dragonder-Zuid een kleine nieuwbouwbuurt ontstaan, genaamd Dragonder-Oost.
Wijken: Centrum · Noordoost · Zuidoost · Zuidwest · Noordwest · West

Buurten: Koopcentrum · Vijgendam en omgeving · Schrijverswijk · Beatrixstraat en omgeving · Dragonder-Noord · Dragonder-Oost · Dragonder-Zuid · Spitsbergen · Veenendaal-Oost · Engelenburg · Boslaan en omgeving · Petenbos-West · Petenbos-Oost · De Groene Velden · 't Goeie Spoor en omgeving · Franse Gat · Salamander · Molenbrug · 't Hoorntje · De Pol · De Gelderse Blom · Oudeveen en De Schans en omgeving · Componistenbuurt · Vogelbuurt · Schepenbuurt · Dichtersbuurt
Industriegebieden: Het Ambacht · Nijverkamp · De Faktorij en De Vendel · De Compagnie · De Compagnie-Oost · De Batterijen
Buitengebieden: Fort Buurtsteeg · Bezuiden de Dijkstraat · De Blauwe Hel · Bezuiden de Middelbuurtseweg
Utrecht · Plaatsen in de provincie      Nederland · Provincies · Gemeenten